# Prawa młodości
Prawa młodości (tytuł oryg. Outside Providence) – amerykański film fabularny z roku 1999, oparty na noweli Outside Providence Petera Farrelly’ego, który jest także współscenarzystą i współproducentem.

## Plan zdjęciowy
Zdjęcia do filmu rozpoczęto dnia 26 października 1997 roku. Lokacje atelierowe obejmowały: stadion Foxboro Stadium w mieście Foxborough w stanie Massachusetts, a także miejscowości stanu Rhode Island – Providence (w tym szkołę wyższą Brown University), Cranston, Woonsocket oraz Pawtucket.

## Obsada
- Shawn Hatosy jako Timothy  „Dildo” Dunphy
- Amy Smart jako Jane Weston
- Alec Baldwin jako Old Man Dunphy
- Tommy Bone jako Jackie Dunphy
- Jon Abrahams jako Drugs Delaney
- Jonathan Brandis jako Mousy
- Adam LaVorgna jako Tommy the Wire
- Jesse Leach jako Decenz
- Gabriel Mann jako Jack Wheeler
- Jack Ferver jako Irving „Jizz” Waltham
- Richard Jenkins jako Barney
- Mike Cerrone jako Cavwich
- George Wendt jako Joey
- David Moretti jako student
- Eric Brown jako nauczyciel języka angielskiego